# Tienet
Tienet (anche Tianet o Tient) è un comune dell'Algeria, situato nella provincia di Tlemcen. Confina a nord con Ghazaouet, ad ovest con Souahlia, a sud con Djebala ed ad ovest con Nedroma.

## Geografia antropica
Il comune è stato istituito nel 1984.
Località del comune sono:
- Tient
- Kanot
- Bekhala
- Boukdama
- Bouali
- La Gare
- Aïn Zemmour
- Guenadez ou Gnadez (Douar Sidi Mohamed Guendouz)
- Ouled Boughriet
- Fedden Slah
- Tikerat
- Oued Ramman
- Djemaa Sekhra Ouest